# زمان أول (ألبوم)
زمان أول هو الألبوم التاسع والأربعون للمغني عبادي الجوهر، تم طرحه في الأسواق يوم الأحد 27 أبريل 2014. الألبوم من إنتاج روتانا وكلمات عدة شعراء، صور عبادي أغنيتين من الألبوم وأطلقها كأغنية منفردة.

## الإنتاج
بداية كان مالمقرر طرح الألبوم في فبراير 2014 متضمنا 6 أغاني، لكن تم تأجيل العمل من أجل ضم أغنيات جديدة، إلى أن طرح العمل في الأسواق متضمناً تسع أغنيات. هذه هي المرة الأولى التي يتعامل فيها عبادي مع الشاعر الكويتي يوسف المهنا في أغنية «نسيم غربتي»، يتضمّن الألبوم عدداً من الألوان والأشكال الموسيقية الجديدة والمتطورة، ويظهر ذلك بالأخص في أغنية «زمان أول» التي وزّعها الموسيقار المصري أمير عبد المجيد. كان عبادي يرغب في تسجيل قصيدة «أنا النسيان» من كلمات الشاعر فائق عبد الجليل وضمها لألبومه زمان أول، لكن المغني فهد الكبيسي سبقه بالحصول على حقوق القصيدة.

## الأعمال المصورة
صوّر عبادي أغنيتين في دولة الإمارات، وبالتحديد في دبي والفجيرة. الأولى هي «يا حلوتي»، وكانت مع المخرج بسام الترك، والثانية أغنية الألبوم «زمان أول»، وتم تصويرها مع المخرج ياسر الياسري.

## قائمة الأغاني
يتكون ألبوم زمان أول من 9 أغاني وهي على النحو التالي:
| الأغنية       | كلمات              | ألحان        | مدة الأغنية |
| ------------- | ------------------ | ------------ | ----------- |
| زمان أول      | أحمد علوي          | طلال         | 8:00        |
| شعاع الشمس    | بدر بن عبد المحسن  | يحيى عمر     |             |
| خيرتني        | أسير الرياض        | عبادي الجوهر |             |
| ودي           | عبداللطيف آل الشيخ | عبادي الجوهر |             |
| يا حلوتي      | لطفي زيني          | طلال         |             |
| نسيم غربي     | طارش قطن           | يوسف المهنا  |             |
| مثل السواحل   | عبيد الدبيسي       | يوسف المهنا  |             |
| في بعدك أشتاق | عماد فضل           | عبادي الجوهر |             |
| ملني صبري     | أسير الرياض        | يحيى عمر     |             |